# Ana Caroline Silva
Ana Caroline Silva (* 12. Februar 1999 in Contagem) ist eine brasilianische Leichtathletin, die sich auf das Kugelstoßen spezialisiert hat und auch im Hammerwurf an den Start geht.

## Sportliche Laufbahn
Erste internationale Erfahrungen sammelte Ana Caroline Silva im Jahr 2017, als sie bei den U20-Südamerikameisterschaften in Leonora mit einer Weite von 13,92 m die Silbermedaille. Im Jahr darauf schied sie bei den U20-Weltmeisterschaften in Tampere mit 14,15 m in der Qualifikationsrunde aus und anschließend belegte sie bei den U23-Südamerikameisterschaften in Cuenca mit 14,26 m den vierten Platz. Seit 2020 studiert sie in den Vereinigten Staaten und 2021 belegte sie bei den U23-Südamerikameisterschaften in Guayaquil mit 56,00 m den fünften Platz im Hammerwurf. Anschließend brachte sie bei den erstmals ausgetragenen Panamerikanischen Juniorenspielen in Cali keinen gültigen Versuch zustande und gewann im Kugelstoßen mit 16,86 m die Silbermedaille hinter der Dominikanerin Rosa Santana. Im Jahr darauf startete sie bei den Weltmeisterschaften in Eugene und schied dort mit 16,58 m in der Qualifikationsrunde im Kugelstoßen aus. Im Oktober nahm sie an den Südamerikaspielen in Asunción teil und gewann dort mit 16,40 m die Bronzemedaille hinter den Chileninnen Natalia Duco und Ivana Gallardo.
2023 belegte sie bei den Südamerikameisterschaften in São Paulo mit 16,11 m und 61,91 m jeweils den sechsten Platz im Kugelstoßen und Hammerwurf und schied anschließend bei den Weltmeisterschaften in Budapest mit 17,18 m in der Qualifikationsrunde mit der Kugel aus. Im November belegte sie bei den Panamerikanischen Spielen in Santiago de Chile mit 16,70 m den fünften Platz. Im Jahr darauf gewann sie bei den Ibero-Amerikanischen Meisterschaften in Cuiabá mit 17,18 m die Bronzemedaille hinter der Portugiesin Eliana Bandeira und Ivana Gallardo aus Chile. Im August verpasste sie dann bei den Olympischen Sommerspielen in Paris mit 17,09 m den Finaleinzug. 2025 gewann sie bei den Hallensüdamerikameisterschaften in Cochabamba mit 16,65 m die Silbermedaille hinter der Chilenin Gallardo und Ende April sicherte sie sich bei den Südamerikameisterschaften in Mar del Plata mit 16,09 m die Bronzemedaille hinter Gallardo und der Venezolanerin Ahymará Espinoza. Zudem belegte sie dort im Hammerwurf mit 61,05 m den fünften Platz.
In den Jahren von 2022 bis 2024 wurde Silva brasilianische Meisterin im Kugelstoßen sowie 2024 auch im Hammerwurf.

## Persönliche Bestleistungen
- Kugelstoßen: 18,46 m, 13. Mai 2022 in Oxford
- Hammerwurf: 64,60 m, 8. Juni 2023 in Austin